# Ebi
Ebi of kreeftgang is een manier van zich bewegen die wordt toegepast in zelfverdedigingskunsten zoals het japans jiujitsu en vechtsporten als het judo / braziliaans jujitsu. Het Japanse woord ebi betekent echter letterlijk garnaal. Het is dus beter te spreken over de "garnaalgang". In het buitenland wordt deze bewegingsvorm ook meestal aangeduid met "Shrimp" wat garnaal betekent. Als men naar de bewegingsvorm zelf kijkt, dan ziet men ook dat de wijze van voortbewegen meer op het voortbewegen door een garnaal lijkt, dan het voortbewegen van een kreeft. 
Uitvoering: men ligt op de rug, met een been gebogen en het andere been gestrekt. Vervolgens zet men zich met het gebogen been tegen de mat af, waardoor men schuin achterwaarts, beweegt en dit been gestrekt raakt. Gelijktijdig wordt het andere been gebogen. Als men deze techniek vervolgens nogmaals met het andere been uitvoert, is men in dezelfde houding als men tijdens de uitgangspositie was teruggekomen, en zo kan men een willekeurige afstand achterwaarts bewegen. Behalve achterwaarts, kan ebi ook voorwaarts en zijwaarts worden uitgevoerd. Schertsend wordt wel gezegd, dat men de mat van de dojo schoonmaakt door leerlingen over de lengte ervan ebi te laten maken. De achterzijde van de gi schuurt namelijk bij de beweging over de vloer, waarbij het een grote oppervlakte raakt.
Een ding waar ebi nuttig voor is, is bij technieken waar je ruimte moet maken tussen jezelf en de tegenstander, of in een gunstigere positie moet komen om zich te kunnen verdedigen, dit gebeurt meestal in ne waza situaties, oftewel het grondvechten. De ebi bewegingsvorm kan ook deel uitmaken van de warming-up. Men kan zich verplaatsen met een achterwaarts gerichte ebi, maar ook met voorwaarts gerichte ebi. Ook wordt soms een zijwaartse ebi vorm aangeleerd. 